# Teodofred

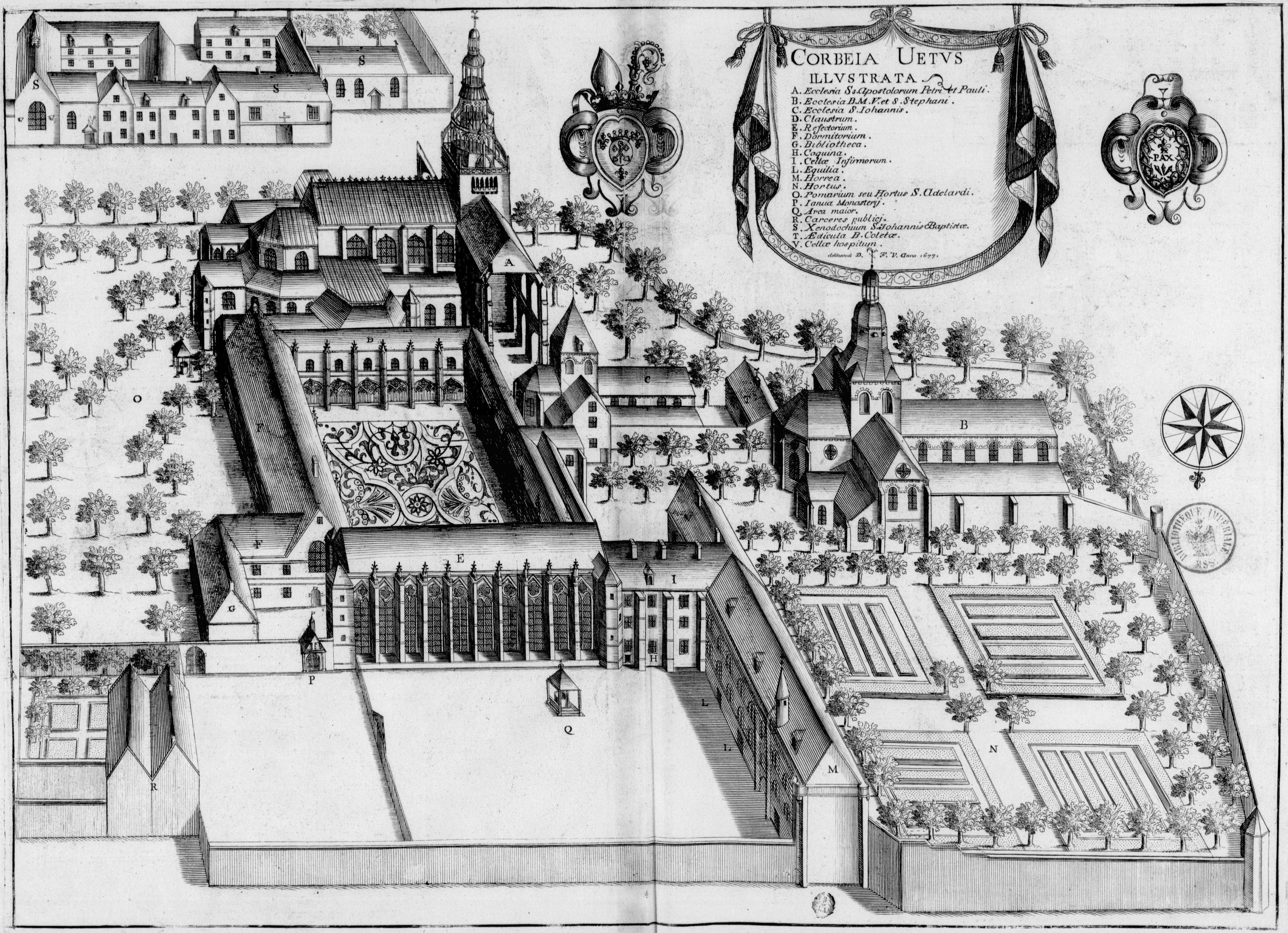
Dibuix de l'abadia de Corbie.

Teodofred (en francès Théofroy, i en llatí Theodofredus Corbeiensis) de Corbie o d'Albi (m. Abadia de Corbie, Picardia, 690), fou un monjo de l'Abadia de Luxeuil que esdevingué el primer abat de Corbie a partir de 662. És venerat com a sant per diverses confessions cristianes. Segons les actes del rei Teodoric I, hauria estat també bisbe d'Amiens. Hom li atribueix la composició de dos breus poemes:
- Versus de sex aetatibus et mundi principio
- Versus de Asia et de universi mundi rota